# Sosan Taesa
Sŏsan Taesa (lub Seosan Daesa) (kor. 서산대사), właściwie Ch'ŏnghŏ Hyujŏng (ur. 1520, zm. 1604) – największy koreański mistrz sŏn okresu dynastii Yi. Znany także jako Sŏsan Tŭnggye. Bohater ludowych opowieści.

## Życiorys
Urodził się na północy w pobliżu Pjongjangu w rodzinie pomniejszego urzędnika rządowego, gdy obydwoje rodzice mieli po 47 lat. Gdy Sŏsan miał lat 9 rodzice zmarli. Ponieważ był bystrym chłopcem prawdopodobnie jego ojciec wykształcił go sam zgodnie z chińskim i konfucjańskim systemem nauczania. Po sprawdzeniu jego wiedzy, został wysłany do Seulu, gdzie kontynuował naukę w Królewskiej Szkole w Seulu (Songgyun gwan). Ponieważ jego nauczyciel został wysłany na południe do prowincji Cholla, Sosan wraz z kilkoma uczniami udali się za nim. Zostali jednak wezwani z powrotem do Seulu. Postanowili jednak zwiedzić okoliczne klasztory buddyjskie. Po spotkaniu z mnichem buddyjskim Sosan udał się do klasztoru Sangye na górze Chiri. Przez 3 lata studiował sutry pod kierunkiem Sungina; został mnichem. Miał wtedy 18 lat i jego nauczyciel skierował go na praktykę sŏn do mistrza Puyonga Yŏnggwana.
Pod jego kierunkiem pilnie praktykował sŏn. Pewnego dnia osiągnął częściowe urzeczywistnienie Dharmy sŏn i napisał wiersz
Nagle usłyszałem kukanie kukułki poza oknem.
Wiosenne góry przepełniające moje oczy są moim dawnym domem.
Wracając po nabraniu wody, obejrzałem się.
Błękitne góry w białych chmurach bez liku.
Wkrótce po tym otrzymał inga (pieczęć potwierdzenia urzeczywistnienia). Udał się wtedy do innego mistrza sŏn Muka Taesy, praktykował pod jego kierunkiem przez jakiś czas i także otrzymał inga. Przez następnych osiem lat Sŏsan przebywał w kilku klasztorach i pustelniach na Chiri san. Pewnego dnia postanowił odwiedzić swojego przyjaciela w wiosce. W czasie drogi usłyszał pianie koguta i osiągnął kolejne przebudzenie. Skomponował wtedy dwie zwrotki:
Chociaż włosy posiwiały, umysł nie posiwiał,
Jak człowiek z dawnych czasów kiedyś ogłosił.
Teraz, kiedy usłyszałem pianie koguta,
Wszystko, co człowiek może zrobić, stało się.
Po tak nagłym osiągnięciu mojego domu, wszystko jest właśnie takie jakie jest.
Dziesięć milionów [stron] Tripitaki są pierwotnie pustym papierem.
Koniec jego 20. i początek 30. lat, to kolejny etap wędrówek; góra Odae na północy, Szczyt Maitreyi w Górach Diamentowych na jeszcze dalszej północy. Napisał wtedy wiele wierszy i listów do swoich uczniów.
W 1551 r. w wieku 32 lat przeszedł egzamin mnisi razem z 406 mnichami sŏn. Odbył się on po raz pierwszy od 50 lat, gdyż regentka królowa Munjong pragnęła zrewitalizować buddyzm. W następnym roku odbył się egzamin wyższego stopnia, który zdał Sosan wraz 21 innymi mnichami sŏn i 12 mnichami szkół doktrynalnych. Został wtedy na 2 lata opatem świątyni (nie wiadomo jakiej). Prowadził także Stowarzyszenie Przekazu Dharmy. W trzy miesiące później stanął na czele szkół doktrynalnych, i także w trzy miesiące później – szkoły sŏn. Został mu oficjalnie przyznany najwyższy urzędowy tytuł hierarchii buddyjskiej – Todaesona. Stał na czele tych szkół przez trzy lata, czyli do wieku 38 lat.
W 1557 r. zrezygnował z wszelkich oficjalnych funkcji i powrócił w góry. Po półrocznym pobycie w Górach Diamentowych przez 6 lat wędrował po różnych miejscach praktyki na górze Chiri. Następnie wędrował po całej Korei.
Około 1568 r. (gdy miał 49 lat) postanowił zostać na górze Myohyang (płn.-zach. Korei) i tam, z kilkoma krótkimi przerwami, przebywał do końca swojego życia. Prowadził nauczanie i spotkał swoich najwybitniejszych uczniów: Samyonga Yujonga, Sojo T’aehunga, Paeguna Powhana i Pyokchona Ŭichona. Miał ponad tysiąc uczniów z czego 70 wybitnych.
W 1564 r. rozpoczął pracę nad podręcznikiem dla uczniów sŏn, który po ukończeniu stał się jednym z najważniejszych tekstów następnych pokoleń mnichów sŏn. Książka ta, ze wstępem Samyonga, została wydana w 1579 r.
Gdy w 1589 wykryto spisek w celu obalenia króla (zamieszanych w to było kilku mnichów), zarówno Sŏsan, jak i Samyong zostali aresztowani; jednak kiedy okazało się, że Sosan i jego uczeń byli zawsze lojalni, zostali zaproszeni na dwór królewski.
W 1592 r. Japonia najechała Koreę, która była pierwszym celem przed opanowaniem Chin. W ciągu 20 dni Japończycy dotarli do Seulu. Uciekający król zwrócił się o pomoc i otrzymał ją od 73-letniego Sŏsana, który zgromadził 5000 mnichów pod swoimi rozkazami. Ponieważ prześladowania buddyzmu trwały w Korei od 200 lat, więc ci, którzy decydowali się na praktykę sŏn w odległych, niedostępnych zakątkach górskich, w warunkach właściwie samowystarczalności, byli ludźmi naprawdę zdeterminowanymi i zahartowanymi na wszelkie przeciwności losu. Mnisia milicja zdobyła miasto Pjongjang, a wielu mnichów, łącznie z Sŏsanem, walczyło na polach bitew i przyczynili się do zwycięstwa nad doborowymi oddziałami sioguna Toyotomi Hideyoshiego.
Li Rusong, głównodowodzący armii chińskiej wspierającej Koreańczyków, napisał nawet wiersz ku czci Sŏsana:
Mało troszcząc się o ziemską sławę,
Był zagłębiony tylko w sŏn.
Jednak gdy usłyszał, że naród jest w niebezpieczeństwie
Zszedł z gór.
Cena zwycięstwa była olbrzymia. Prawie wszystkie klasztory i świątynie, z ich wspaniałymi, gromadzonymi przez wieki zasobami, zostały zniszczone przez Japończyków. Sŏsan powrócił w góry i wędrował po Chiri i Odae san, nauczając, praktykując i pisząc wiersze.
Oto jego wiersz oświecenia:
Przez dziesięć lat medytowałem bez opuszczania gór;
Chociaż szedłem przez las, ptaki się nie bały.
Ostatniej nocy wiatr wiał przy stawie pod drzewem sosny;
Dzisiaj ryba ma grzebień, a żuraw krzyknął trzy razy.
23 stycznia 1604 r. Sŏsan wykąpał się, zapalił kadzidełko i wezwał swoich uczniów na ostatnią mowę Dharmy. Po mowie, z tyłu swojego portretu, napisał:
Teraz mówicie, że ten portret jest podobny do mnie;
Za 80 lat powiedzą, że byłem podobny do tego portretu.
Następnie napisał listy do swoich nieobecnych uczniów Samyonga i Ch’oyonga i siedząc w medytacyjnej postawie zmarł. Jego stupa znajduje się w klasztorze Pyohun sa.

## Nauczanie

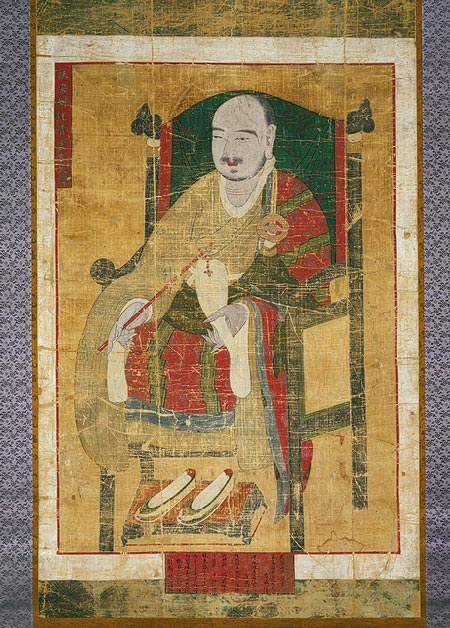
Sosan Taesa – inny portret

Bez wątpienia Sosan był duchowym spadkobiercą Chinula, czyli prowadził w miarę synkretyczne nauczanie godzące sŏn ze szkołami scholastycznymi. A jednak w dalszym ciągu był to sŏn. W tym czasie styl zaproponowany w Chinach przez Linji przyjął się także w Korei. I z tym kierunkiem Sosan i jego uczniowie się identyfikowali. Chinul bardzo rzadko wykorzystywał metodę hwadu (chiń. huatou), a Sosan na niej polegał. Nie pisał także niczego o sutrach ani nie tworzył komentarzy na ich temat (a co robił Chinul). W swoim podręczniku dla uczniów sŏn posługuje się wskazówkami Chinula, gdy chodzi o ustanowienie pewnych podstaw praktyki, jednak później zdecydowanie podkreśla typowe metody imje chong (ch. linji zong): hwadu i kongan. Nie był zainteresowany doktrynalnymi studiami, chociaż przecież kształcił się w tym kierunku.
Dlatego współczesny sŏn koreański zawdzięcza styl Sosanowi w dużo większym stopniu niż Chinulowi.

## Dzieła
- Sŏn kagugam (Podręcznik dla uczniów sŏn).

## Linia przekazu Dharmy zen
Pierwsza liczba oznacza liczbę pokoleń mistrzów od 1 Patriarchy indyjskiego Mahakaśjapy.
Druga liczba oznacza liczbę pokoleń od 28/1 Bodhidharmy, 28 Patriarchy Indii i 1 Patriarchy Chin.
Trzecia liczba oznacza początek nowej linii przekazu w danym kraju.
- 56/29. Shiwu Qinggong (Shishi) (1272–1352) Chiny; szkoła yangqi
  - 57/30/1. T’aego Poŭ (1301–1382) Korea; szkoła imje chong; od 1356 r. chogye chong
    - 58/31/2. Ch'anyǒng
    - 58/31/2. Choi
    - 58/31/2. Wŏngyu
    - 58/31/2. Hwanam Honsu (1320–1392)
      - 59/32/3. Kugok Kagun (bd)
        - 60/33/4. Pyŏkkye Chŏngsim (zm. ok. 1492)
          - 61/34/5. Pyŏksong Chiŏm (1464–1534)
            - 62/35/6. Ilsŏn Kyŏngsŏng (1482–1568)
            - 62/35/6. Puyong Yŏnggwan (1485–1571)
              - 63/36/7. Puhyu Sŏnsu (1543–1615)
                - 64/37/8. Pyŏgam Kaksŏng (1575–1660)
                  - 65/38/9. Ch’wimi Such’o (1590–1668)
                    - 66/39/10. Paegam Sŏngch’ong (1631–1700)
                      - 67/40/11. Muyong Suyŏn (1651–1719)

                  - 65/38/9. Hoeŭn Ŭngjun (1587–1672)
                  - 65/38/9. Paekgok Ch’ŏnŭng (1617–1680)

              - 63/36/7. Ch'ŏnghŏ Hyujŏng (1520–1604) (znany jako Sŏsan Taesa)
                - 64/37/8. Chŏnggwan Ilsŏn (1533–1608)
                - 64/37/8. Soyo T’aenŭng (1562–1649)
                - 64/37/8. Noemuk Ch'oyong (bd)
                - 64/37/8. Paegun Powan (bd)
                - 64/37/8. Pyokchon Ŭichon (bd)
                - 64/37/8. Samyŏng Yujŏng (1543–1610) (Songun)
                  - 65/38/9. Songwŏldang Ungsang (1572–1645)
                    - 66/39/10. Hobaek Myŏngjo (1593–1661)

                - 64/37/8. P’yŏnyang Ŏngi (1581–1644)
                  - 65/38/9. P'ungdam Ŭisim (Uidam) (1592–1665)
                    - 66/39/10. Wŏldam Sŏlche (1632–1704)
                      - 67/40/11. Hwansŏng Chian (1644–1729)
                        - 68/41/12. Hoam Ch'ejŏng (1687–1748)
                          - 69/42/13. Sŏlpa Sang'ŏn (1710–1791)
                            - 70/43/14. Paekp'a Kŭngsŏn (1767–1852)

                          - 69/42/13. Yŏndam Yuil (1720–1799)
                            - 70/43/14. Taeŭn Nang'o (1780–1841)
                            - 70/43/14. Paengnyŏn Toyŏn (1737–1807)
                              - 71/44/15. Wanho Yunu (1758–1826)
                                - 72/45/16. Ch'oŭi Ŭisun (1786–1866)
                                  - 73/46/17. Sŏn'gi
                                  - 73/46/17. Pŏmin

                        - 68/41/12. Hamwol Haewon (1691–1770)

                    - 66/39/10. Woljŏ Doan (1638–1715)

                - 64/37/8. Ch'ongmae (bd)
                - 64/37/8. Chunggwan Haean (1567–?)